# Rubiataba (ort)
Rubiataba är en ort i Brasilien.   Den ligger i kommunen Rubiataba och delstaten Goiás, i den centrala delen av landet, 210 km väster om huvudstaden Brasília. Rubiataba ligger 638 meter över havet och antalet invånare är 16 128.
Terrängen runt Rubiataba är kuperad åt sydost, men åt nordväst är den platt.
Omgivningarna runt Rubiataba är huvudsakligen savann. Runt Rubiataba är det ganska glesbefolkat, med 47 invånare per kvadratkilometer.